# 詩仙堂
35°02′37″N 135°47′46″E / 35.043744°N 135.796241°E
詩仙堂（日语：／ Shisen-dō */?），位于日本京都府京都市左京区，是江户时代初期的文人石川丈山的山庄遗址，被指定为国家史迹。现在是佛教曹洞宗的寺院，又称丈山寺。寺庙的庭园被认为是日本庭园的杰作。

## 概要

### 名称由来
詩仙堂是德川家的家臣石川丈山为隐居而营建的山庄。名字的由来是正堂西部的“詩仙之间”四壁上挂着中国的三十六詩人的肖像。这些詩仙是效仿日本的三十六歌仙并征求了林罗山的同意选出的汉晋唐宋各时代的中国诗人。肖像由江户时代初期名画家狩野探幽所绘。
詩仙堂又称凹凸窠。凹凸窠是指在凹凸不平的土地所建造的住所，建筑和庭院都是沿着山坡修建的。

### 三十六诗仙
肖像根据两位诗人一对挂于堂内。
| 蘇武-陶潛     | 谢灵运-鮑照   | 杜審言-陳子昂 |
| 李白-杜甫     | 王維-孟浩然   | 高適-岑参     |
| 儲光羲-王昌龄 | 韦应物-劉長卿 | 韓愈-柳宗元   |
| 劉禹錫-白居易 | 李賀-盧仝     | 杜牧-李商隐   |
| 寒山-灵澈     | 林逋-邵雍     | 梅尧臣-蘇舜欽 |
| 欧阳修-蘇軾   | 黄庭堅-陳師道 | 陳与義-曾几   |

### 建築与庭園
宽永18年（1641年），丈山59岁的时候建造了主要建築。
山门名为“小有洞”，木门竹林，石阶上有门名为“老梅关”，前方为詩仙堂的玄関。玄関上是三层的“嘯月楼”，那个西边是瓦敷的六畳大的佛堂和八畳大的客厅，东边是四畳半大的“詩仙之间”、“读书之间”等众多的房间。其中“嘯月楼”和“詩仙之间”的部分是丈山当时的建筑，其他是后世的改建。
园林建筑由名家建造，其中也有丈山自己的设计，庭院四季皆可享受，特别是春天（5月下旬）和秋天（11月下旬）的红叶特别有名，游人络绎不绝。前面边缘树枝伸展的白色茶花也是看点之一。
在这里，鹿威也是闻名于世，既有防止鹿和猪进入的实用性，同时也可衬托庭院的寂静。